# Cyprinus pellegrini
Cyprinus pellegrini är en fiskart som beskrevs av Tchang, 1933. Cyprinus pellegrini ingår i släktet Cyprinus och familjen karpfiskar. Artens utbredningsområde är Kina. Inga underarter finns listade i Catalogue of Life.